# 田浩江
田浩江（1954年—），男，山西晋城人，生于北京，美藉华裔男低音歌唱家。田浩江的父母均从事音乐工作。文化大革命中，他高中毕业，被分配到北京锅炉厂当工人。1976年，他考入中央音乐学院声乐班，毕业后进入中央乐团合唱团。1983年，田浩江赴美留学，在1987年获得科罗拉多大学丹佛分校声乐表演硕士学位。1991年，他与美国大都会歌剧院签约，此后在多家歌剧院演出，出演歌剧超过四十部，场次逾一千三百场。

## 生平

### 早年
田浩江生于音乐之家。他的父亲田耘和母亲陆原（本名都桂英）都是山西晋城人，十几岁时就在抗日战争中加入抗敌演剧二队。中华人民共和国成立后田耘和陆原在总政歌舞团任职，田耘是指挥家兼作曲家，陆原是作曲家。
田浩江小时候并不喜欢音乐。据母亲陆原回忆，当时田浩江不想学钢琴，每次上钢琴课都要哭，那时他更想成为一名画家。田浩江回忆，小时候他得了一种罕见的皮肤病，他是亚洲第三例。当时的治疗方法需要先拔掉头发再涂药，田浩江的父母就在下班之后给他拔头发。父母一边拔他的头发，一边播放西方音乐唱片，久而久之田浩江听到西方音乐就头皮发痛，他很多年都不敢听西方音乐。
田浩江先后就读于北京十一学校分校总政万寿寺实验小学和北京师范大学第二附属中学。田浩江回忆，他对西方音乐态度的转折发生在1966年。那时，由于文化大革命，田浩江的父母被下放干校。父母离家那天，田浩江和哥哥帮忙收拾行李，找到了一张贝多芬《田园交响曲》的唱片，那已是田家最后一张唱片。田耘让孩子们用手摇留声机播放了那张唱片，并给孩子们讲解了这首交响曲。那首交响曲是文化大革命前田耘指挥的最后一首西方交响曲。田浩江深受感动。他把这作为自己的“西方音乐启蒙课”。
田浩江的父母下放干校十二年后才回到北京。1970年，田浩江从北京师范大学第二附属中学高中毕业（是初中畢業），被分配到北京锅炉厂，担任钣金工。在工厂上班期间，田浩江在工厂宣传队拉手风琴，一直想投考部队文工团入伍。但是那时他的父母正被审查，田浩江无法投考。1976年，中央乐团联合中央音乐学院开办声乐专修班，田浩江报名考试。工厂领导警告他，说这是他最后一次机会，如果考不上就只能好好当工人，工厂不会再给他开介绍信了。这年11月，田浩江收到了录取通知书。

### 学习声乐
1976年，田浩江开始师从方应暄、王振民学习声乐。1977年进入中央音乐学院声乐班后，他又跟从韩德章学习。三年后，田浩江毕业，被分配到中央乐团合唱团。赴美之前，他已是中央乐团的“腕儿”。1983年，田浩江到美国科罗拉多大学丹佛分校学习声乐，1987年获得声乐表演硕士学位。在丹佛大学学习期间，田浩江六次在国际声乐比赛中获奖。田浩江回忆，初到美国，他只有35美元（一说只有50美元），到美国的第二天就花掉8美元到大都会歌剧院听帕瓦罗蒂出演的威尔第歌剧《埃尔纳尼》。在美国求学时，田浩江白天学习，晚上打工。他曾当过刷碗工、粉刷匠、图书馆员、餐馆钢琴师。
在美国期间，田浩江与廖英华（英文名玛莎）相恋。二人1982年初识于上海。廖英华在香港长大，后来赴美学习，获遗传学博士学位。廖英华那时在科罗拉多大学医学院任教，1982年她到中国担任访问学者。田浩江到丹佛之后，两人的关系逐渐升温。然而，由于田浩江一直没有拿到有分量的演出合同，二人迟迟没有结婚。1991年，田浩江成功与大都会歌剧院签约。拿到合同当天，田浩江与玛莎结婚。因为田浩江演出事务繁忙，玛莎大约在1996年辞去科研工作，成为专职太太。

### 1991年之后
1991年与大都会歌剧院首次签约之后，田浩江长期与大都会歌剧院合作。1992年，他登陆法国里昂新歌劇院，这是他首次在欧洲演出。除了美国主要的歌剧院，田浩江曾在柏林州立歌劇院、德国科隆歌剧院、法国里昂新歌剧院、意大利佛羅倫斯市立劇院、维罗纳圆形竞技场、阿根廷哥伦布剧院等多家歌剧院演出。他演出的歌剧超过四十部，场次逾一千三百场。他曾与帕瓦罗蒂、多明戈合作演出十一部歌剧，场次超过百场。外界称他是“大都会歌剧院曝光率最高、最耀眼的华裔歌唱家”，评价他音色优美、风格纯正、充满感情而有分寸。评论认为他的聲音低沉、厚實，共鳴豐滿，運轉靈敏，有很强的音樂表現力，是“西方歌剧界最成功的中国歌唱家”。他还获得第51届格莱美奖的“最佳歌剧录音奖”的提名。
2008年，田浩江的自传《浩歌江上》在美国出版。此外，他在2012年演出了自传体舞台剧《我歌我哥》，还参加了全民大剧团话剧《短波》的演出。